# ینگی-چک (شهرستان چوی)
ینگی-چک (به لاتین: Jangy-Chek) یک منطقهٔ مسکونی در قرقیزستان است که در شهرستان چوی واقع شده‌است. ینگی-چک ۳۰۳ نفر جمعیت دارد و ۸۶۰ متر بالاتر از سطح دریا واقع شده‌است.